# Klimont
Klimont – wzgórze o wysokości 302/305 m n.p.m. położone w Lędzinach. Wzgórze znajduje się w obrębie Wyżyny Śląskiej, na terenie Pagórów Jaworznickich. Na szczycie wzgórza znajduje się zabytkowy kościół św. Klemensa.
W czasach przedchrześcijańskich Klimont zwany był „Górką Piorunową” i był miejscem związanym z religią Słowian. Na jego szczycie miały się znajdować dwa kamienne posągi bóstw słowiańskich. Przypuszczalnie w XII w. ówczesny właściciel Lędzin, małopolski rycerz Jaksa z Miechowa ufundował drewniany kościół na wzgórzu. Prawdopodobnie na Klimoncie było kilka kościołów drewnianych, kolejno po sobie następujących. Badania konserwatorsko-archeologiczne przeprowadzone w 1992 r. przez zespół Wiktora Zina potwierdziły, że kościół na Klimoncie istniał już  w drugiej połowie XII w. Obecny murowany kościół został wzniesiony w latach 1769–1772. W wyniku prac wykopaliskowych na wzgórzu, w obrębie kościoła w latach 2001–2002 odnaleziono szczątki kostne oraz trzy kompletne szkielety ludzkie w pobliżu muru kościoła, co potwierdziło, że znajdował się tam średniowieczny cmentarz przykościelny.

## Odniesienia w kulturze
- Dawne dzieje wzniesienia były inspiracją dla noweli Górka Klemensowa autorstwa Karola Miarki[1]
- W 1996 r. wydana została przez Stowarzyszenie Miłośników Ziemi Lędzińskiej im. Izydora Borzuckiego książka popularnonaukowa Stanisławy Kaletowej Klimont: wzgórze i kościół